# Orzełek afrykański
Orzełek afrykański (Hieraaetus wahlbergi) – gatunek dużego ptaka drapieżnego z rodziny jastrzębiowatych (Accipitridae). Gniazduje w Afryce, na południe od Sahary.

## Systematyka
Jest to gatunek monotypowy. Dawniej był zaliczany do rodzaju Aquila.

## Morfologia
Wygląd zewnętrzny
Wielkie brązowe orły są trudną do zidentyfikowania gatunkowego grupą. Orzełek afrykański posiada jednak charakterystyczne zaokrąglone nozdrza, które odróżniają go od orła sawannowego czy orła stepowego. Nie jest to jednak niezawodna metoda odróżniania tych ptaków, ponieważ orlik krzykliwy także ma zaokrąglone nozdrza. Na czubku głowy zwykle można zauważyć grzebień. Skrzydła szerokie, ciemniejsze od reszty ciała. Nogi i dziób żółte z wyjątkiem ciemnego zakończenia dzioba. Ciało smukłe i wydłużone.
Wymiary
- Długość – 53–61 cm[2]
- Rozpiętość skrzydeł – 130–146 cm[2]
- Masa ciała – samiec 437–845 g, samica 670–1400 g[2]

## Występowanie
Środowisko
Występuje w środowisku lesistym i na zadrzewionych sawannach, zwykle w pobliżu wody. Unika pustyń i gęstych lasów.
Zasięg występowania
Występuje w Afryce Subsaharyjskiej – od południowej Mauretanii i Senegambii na wschód do Sudanu, Erytrei i Etiopii, na południe przez Afrykę Wschodnią do Botswany oraz północnej i wschodniej RPA oraz na zachód do Angoli oraz północnej i środkowej Namibii. Poza sezonem lęgowym większość populacji migruje na północ od zasięgu lęgowego. Dane z nadajników satelitarnych wskazują, że ruchy migracyjne związane są z rozkładem opadów deszczu – ptaki przebywają w północnej i południowej części swego zasięgu akurat wtedy, gdy panuje tam pora deszczowa, z którą wiąże się obfitość dostępnego pożywienia.

## Pożywienie
Orzełek afrykański żywi się małymi ssakami, ptakami i gadami (zwłaszcza jaszczurkami, rzadziej wężami). Polując wydaje charakterystyczny krzyk: „kleeah-kleeah-kleeah”.

## Rozród
Buduje małe gniazdo z patyków wyłożone zielonymi liśćmi i umieszczone wysoko w rozwidleniu dużego drzewa, często w siedliskach nadrzecznych. W zniesieniu zwykle tylko jedno jajo, ale niektóre samice składają dwa. Wysiaduje głównie samica, a okres inkubacji wynosi około 44 dni. W przypadku złożenia dwóch jaj najczęściej przeżywa tylko jedno pisklę – w wyniku kainizmu. Młode opuszcza gniazdo po około 10 tygodniach od wyklucia.

## Status
Międzynarodowa Unia Ochrony Przyrody (IUCN) uznaje orzełka afrykańskiego za gatunek najmniejszej troski (LC – least concern) nieprzerwanie od 1988 roku. Trend liczebności populacji uznaje się za stabilny.